# Santi Prego
Santiago Prego Cabeza, conocido como Santi Prego (Vigo, 15 de enero de 1962) es un actor español. Encarnó la figura del general Franco en la película Mientras dure la guerra, de Alejandro Amenábar.

## Trayectoria
Prego trabajó  en el Centro Dramático Galego y fue fundador de la compañía gallega Ollomoltranvía en el año 1989. Tras la disolución de dicha compañía en el año 2000, comienza a trabajar en el sector audiovisual, recibiendo en el año 2001 el Premio al Mejor Actor en la categoría de cine en los festivales de Alcalá de Henares y de Zaragoza. Es un rostro conocido para el público gallego por sus continuas apariciones en la pequeña pantalla en series como Mareas vivas, Pratos combinados o Rias Baixas. A nivel nacional ha realizado colaboraciones en series como Hospital Central, Cuéntame, El Incidente o Fariña. Sus últimos trabajos en televisión han sido en series como Luci, para la TVG, Néboa, para TVE y El Sabor de las Margaritas para TVG- Netflix. En cine,  en el año 2019, estrenó La felicidad de los perros de David Hernández y Mientras dure la guerra, de Alejandro Amenábar.
Su curiosidad hacia todos los ámbitos del espectáculo le ha conducido a realizar incursiones en el teatro de objetos y en la narración oral, así como hacia la docencia y la investigación. Es licenciado en Filosofía, doctor en Artes Escénicas por la Universidade de Vigo, y profesor de la Escuela Superior de Arte Dramático de Galicia.

## Teatro
- Mozart e Salieri (1987)
- Nosferatu (1987)
- Otro Mundo (1998)
- Nun país tan lonxano (1998)
- Espectros (1998)
- Moleques (1989)
- Rei Lear (1990)
- Fas e Nefas (1991)
- Un soño de verán (1992)
- Don Hamlet (1992)
- Commedia (1993)
- Raíñas de Pedra (1994)
- O rei nu (1995), de Cándido Pazó y Quico Cadaval, con Ollomoltranvía.
- Escola de Bufóns (1997)
- Qui Pro Quo (1998)
- Mahagonny (1998)
- Ñiki-Ñaque (2000)
- Policía (2001)
- Tres Notas (2002)
- Monólogo do imbécil (2002)
- Pervertimento (2002)
- A Comedia do Gurgullo (2003)

## Cine
- Martes de Carnaval (1990)
- Baile de Animas (1994)
- A metade da vida (1994)
- Sei quen es (2000)
- Lena (2000)
- O alquimista impaciente (2001)
- Entre bateas (2002)
- O lapis do carpinteiro (2002)
- Ilegal (2002)
- Ojos que no ven (2003)
- A vida que che espera (2004)
- Para que non me esquezas (2004)
- De bares (2006)
- Os mortos van á présa (2008)
- Os xirasois cegos (2008)
- O club da calceta (2009)
- La herencia Valdemar (2010)
- La herencia Valdemar II: La sombra prohibida (2011)
- A esmorga (2014)
- Mientras dure la guerra (2019)

## Televisión
- Pratos Combinados (1995)
- A familia Pita (1997)
- Mareas vivas (1998)
- Apaga a luz (1999)
- Galicia Exprés (2000)
- Terras de Miranda (2001)
- Rías Baixas (2002-2004)
- Compañeros (2002)
- Hospital Central (2002)
- La sopa boba (2004)
- El Comisario (2005)
- Libro de familia (2007)
- Los hombres de Paco (2008)
- Luci (2014)
- Néboa (2020)
- El Sabor de las Margaritas (2021)

## Premios
- Mejor actor en el festival de cortometrajes de Alcalá de Henares (2001).
- Mejor actor en el festival de cortometrajes de Zaragoza (2001).

Premios Goya
| Año  | Categoría              | Película                | Resultado |
| ---- | ---------------------- | ----------------------- | --------- |
| 2019 | Mejor actor revelación | Mientras dure la guerra | Nominado  |